# Jill Green
Jill Green est une femme politique canadienne.
Elle représente la circonscription de Fredericton-Nord à l'Assemblée législative du Nouveau-Brunswick de l'élection générale du 14 septembre 2020 jusqu'en 2024. Elle occupe successivement les postes de ministre des Transports et de l'Infrastructure, ministre de Service Nouveau-Brunswick et ministre du Développement social.
Aux élections de 2024, elle est défaite par le libéral Luke Randall.

## Biographie
Jill Green, FACG, est titulaire d'un baccalauréat ès sciences en génie civil qu'elle obtient à l'Université du Nouveau-Brunswick en 1995.
Au cours de sa carrière, elle exerce différentes fonctions dans les secteurs public et privé, aux États-Unis et au Canada. En 2006, elle lance Green Imaging Technologies, une société créée par essaimage universitaire qui commercialise des technologies de résonance magnétique nucléaire destinées aux secteurs pétrolier et gazier.